# Vasconcellea
Vasconcellea je rod u porodici Caricaceae. Sastoji se od 22 priznate vrste.
Vasconcellosia Caruel, neispravan je naziv roda, a u njega je bila uključena vrsta Vasconcellosia hastata (Brign.) Caruel, sinonim za Vasconcellea quercifolia A. St.-Hil..

## Vrste
1. Vasconcellea aurantiaca Regel
2. Vasconcellea candicans (A.Gray) A.DC.
3. Vasconcellea cauliflora (Jacq.) A.DC.
4. Vasconcellea crassipetala (V.M.Badillo) V.M.Badillo
5. Vasconcellea glandulosa A.DC.
6. Vasconcellea goudotiana Triana & Planch.
7. Vasconcellea horovitziana (V.M.Badillo) V.M.Badillo
8. Vasconcellea longiflora (V.M.Badillo) V.M.Badillo
9. Vasconcellea microcarpa (Jacq.) A.DC.
10. Vasconcellea monoica (Desf.) A.DC.
11. Vasconcellea omnilingua (V.M.Badillo) V.M.Badillo
12. Vasconcellea palandensis (V.M.Badillo, Van den Eynden & Van Damme) V.M.Badillo
13. Vasconcellea parviflora A.DC.
14. Vasconcellea pubescens A.DC.
15. Vasconcellea pulchra (V.M.Badillo) V.M.Badillo
16. Vasconcellea quercifolia A.St.-Hil.
17. Vasconcellea sphaerocarpa (García-Barr. & Hern.Cam.) V.M.Badillo
18. Vasconcellea sprucei (V.M.Badillo) V.M.Badillo
19. Vasconcellea stipulata (V.M.Badillo) V.M.Badillo
20. Vasconcellea weberbaueri (Harms) V.M.Badillo